# Заїка Петро Митрофанович
Заїка Петро Митрофанович (нар.12 липня 1929)  — проректор з наукової роботи Харківського національного технічного університету сільського господарства імені Петра Василенка, академік Української академії аграрних наук, доктор технічних наук, професор, заслужений діяч України, видатний вчений в галузі землеробської механіки.

## Біографія
Петро Митрофанович народився 12 липня 1929 року у селищі Покровське Покровського району Дніпропетровської області.
Після закінчення середньої школи у 1949 році, вступив до Харківського механіко-машинобудівного інституту.
З 1950-1954 роки студент Харківського політехнічного інституту.
З 1954-1955 роки працював старшим лаборантом кафедри сільськогосподарського машинобудування Харківського політехнічного інституту.
З 1955-1959 роки асистент кафедри опору матеріалів Харківського політехнічного інституту.
З 1959-1962 роки аспірант кафедри сільськогосподарського машинобування Харківського політехнічного інституту.
У 1962 році аспірант кафедри сільськогосподарських машин Харківського інституту механізації і електрифікації сільського господарства.
З 1962-1964 роки працював асистентом кафедри сільськогосподарських машин Харківського інституту механізації і електрифікації сільського господарства.
У 1964 році Петру Митрофановичу присвоєно вчену ступінь кандидата технічних наук.
З 1964-1967 роки займав посаду доцента кафедри деталей машин і теорії механізмів машин Харківського інституту механізації і електрифікації сільського господарства.
У 1965 році присвоєно вчене звання доцента.
У 1967 році працював виконувачем обов'язків завідувача кафедри механізації тваринництва Харківського інституту механізації і електрифікації сільського господарства.
З 1968-1969 роки працював проректором з наукової роботи Харківського інституту механізації і електрифікації сільського господарства.
З 1969-1971 роки працював на посаді старшого наукового співробітника.
З 1971-1994 роки працював проректором з наукової роботи Харківського інституту механізації і електрифікації сільського господарства.
З 1975-1986 роки працював завідувачем кафедри сільськогосподарських машин Харківського інституту механізації і електрифікації сільського господарства.
У 1997 році Петру Митрофановичу присвоєно вчена ступінь доктора технічних наук.
У 1978 році присвоєно вчене звання професора.
У 1981 році закінчив Вищу школу управління сільським господарством Міністерства сільського господарства СРСР.
У 1990 році дійсний член Української академії аграрних наук.

## Праці
Заїка Петро Митрофанович - автор понад 700 наукових праць. З них більше 30-ти монографій, довідників, навчальних посібників та 220 авторських свідоцтв та патентів (http://internal.khntusg.com.ua/athra/web/index.php/browse?value=ЗАЇКА%20ПЕТРО%20МИТРОФАНОВИЧ).

## Відзнаки та нагороди
- Нагрудний знак «За відмінні успіхи в роботі» (1979);
- Почесне звання «Заслужений діяч Української РСР» (1980);
- Знак «За успіхи в науково-дослідній праці студентів» (1983);
- Знак «За заслуги в винахідництві»(1989);
- Знак «Відмінник освіти України» (2000);
- Медаль «Захисник Вітчизни» (2002);
- Трудова відзнака «Знак пошани» (2003);
- Почесна відзнака Харківської обласної ради «Слобожанська слава»(2009);
- Почесна відзнака УААН (2009).